# Embalse de San Juan
El embalse de San Juan es un embalse situado en los términos municipales de San Martín de Valdeiglesias, El Tiemblo, Cebreros y Pelayos de la Presa, en el extremo suroccidental de la Comunidad de Madrid y suroriental de Ávila, en España. Recoge las aguas del río Alberche, afluente por la derecha del Tajo, y del Cofio, uno de los principales tributarios del Alberche. Se accede a él a través de la M-501, conocida popularmente como la «carretera de los pantanos».

## Características

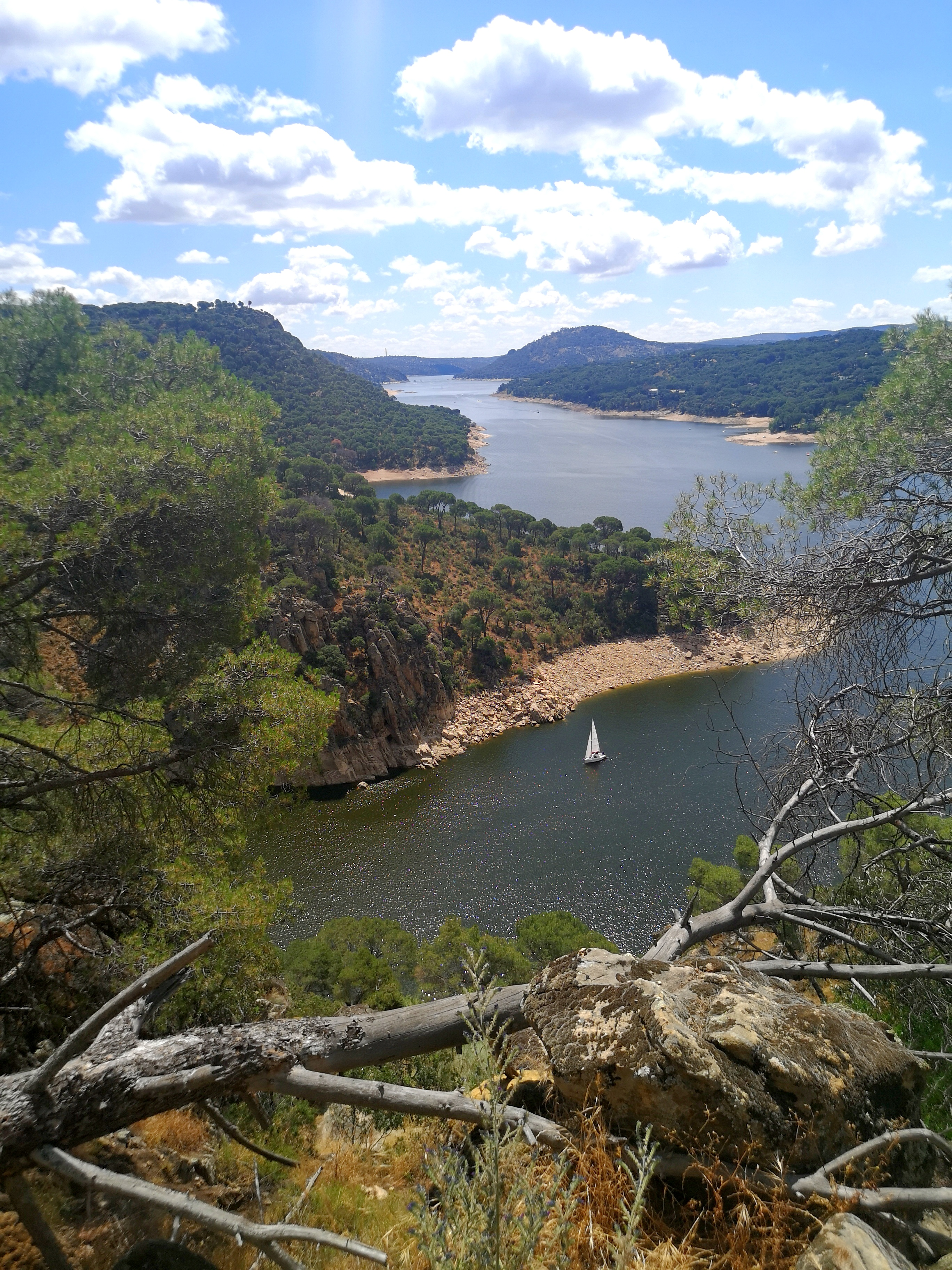
Vista del embalse.

El embalse fue construido en el año 1955 y tiene una capacidad total de almacenaje de 138 hm³. Su superficie es de 650 hectáreas, que se distribuyen longitudinalmente a lo largo de un estrecho valle, en las inmediaciones del puerto de San Juan. Bajo las aguas del embalse hay sumergidos un puente de 126 metros de longitud y ocho ojos, una ermita y varios molinos.
La presa es de gravedad y presenta una altura máxima de 78 m. En su base, el río Alberche vuelve a ser retenido a través del embalse de Picadas, que, junto al de San Juan, conforman uno de los sistemas de embalses más complejos de la cuenca del Alberche. Una de sus funciones es derivar agua hacia la ciudad de Toledo, a través del canal artificial denominado «Trasvase Picadas-Toledo». Su gestión corresponde a la Confederación Hidrográfica del Tajo. En 1958 se empezó a proyectar la construcción del Club Náutico Madrid, obra de José Antonio Corrales, la cual finalizaría en 1961. Está situado en la orilla sur.

## Usos

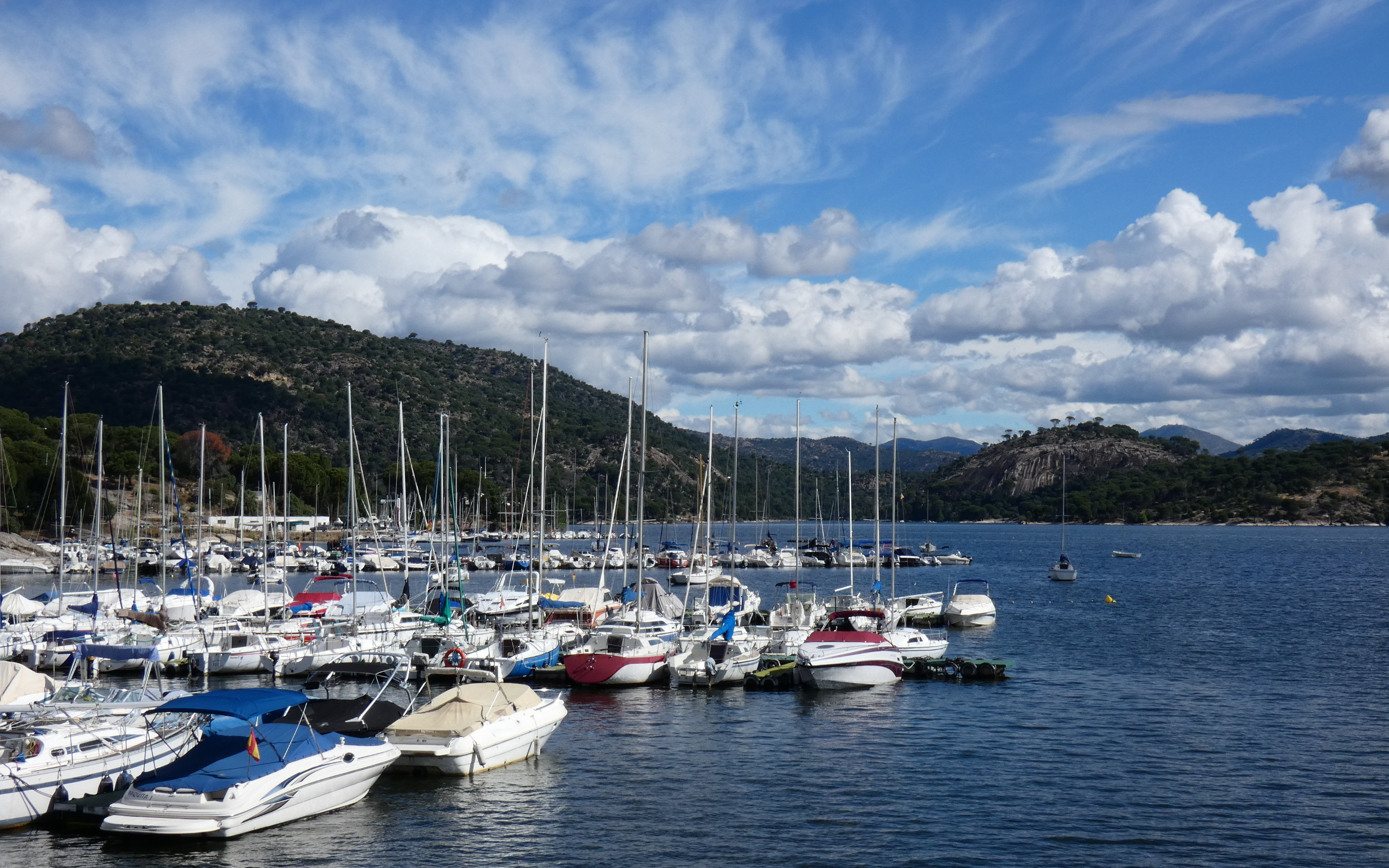
Puerto en la zona del Club Náutico de Madrid.

El embalse de San Juan se utiliza para abastecimiento de agua a la zona suroeste de la provincia de Madrid, así como para la generación de energía eléctrica. Junto a estos usos, cumple una función recreativa y deportiva, que lo ha convertido en un lugar muy concurrido por turistas y excursionistas. 
Es el único embalse de la Comunidad de Madrid donde está permitido el baño y las actividades acuáticas a motor, además de otros deportes náuticos como el esquí acuático o wakesurf. El embalse cuenta con un total de 14 km de playas.
La Playa Virgen de la Nueva cuenta con el distintivo de calidad Bandera Azul, siendo la única de la Comunidad de Madrid con este galardón. Además, existe una cala en donde es posible practicar el nudismo.
Su enclave —en medio de extensos pinares de pino piñonero, en las primeras estribaciones de la sierra de Gredos— ha contribuido al desarrollo del sector turístico y urbanístico. Son abundantes los conjuntos residenciales, principalmente en su margen derecha. Junto al embalse existe una zona donde se practica la escalada, con 16 sectores y 160 vías.
Dos de los lugares con mayor número de visitantes son el Cerro de San Esteban, situado en la orilla derecha, y la Lancha del Yelmo, en la izquierda. Entre las áreas recreativas más destacadas, cabe citar la zona de la Virgen de la Nueva y El Muro.
En las cercanías del embalse de San Juan, tanto en el término municipal de Pelayos de la Presa como en el de San Martín de Valdeiglesias hay numerosos restaurantes, merenderos y chiringuitos.

## Playas

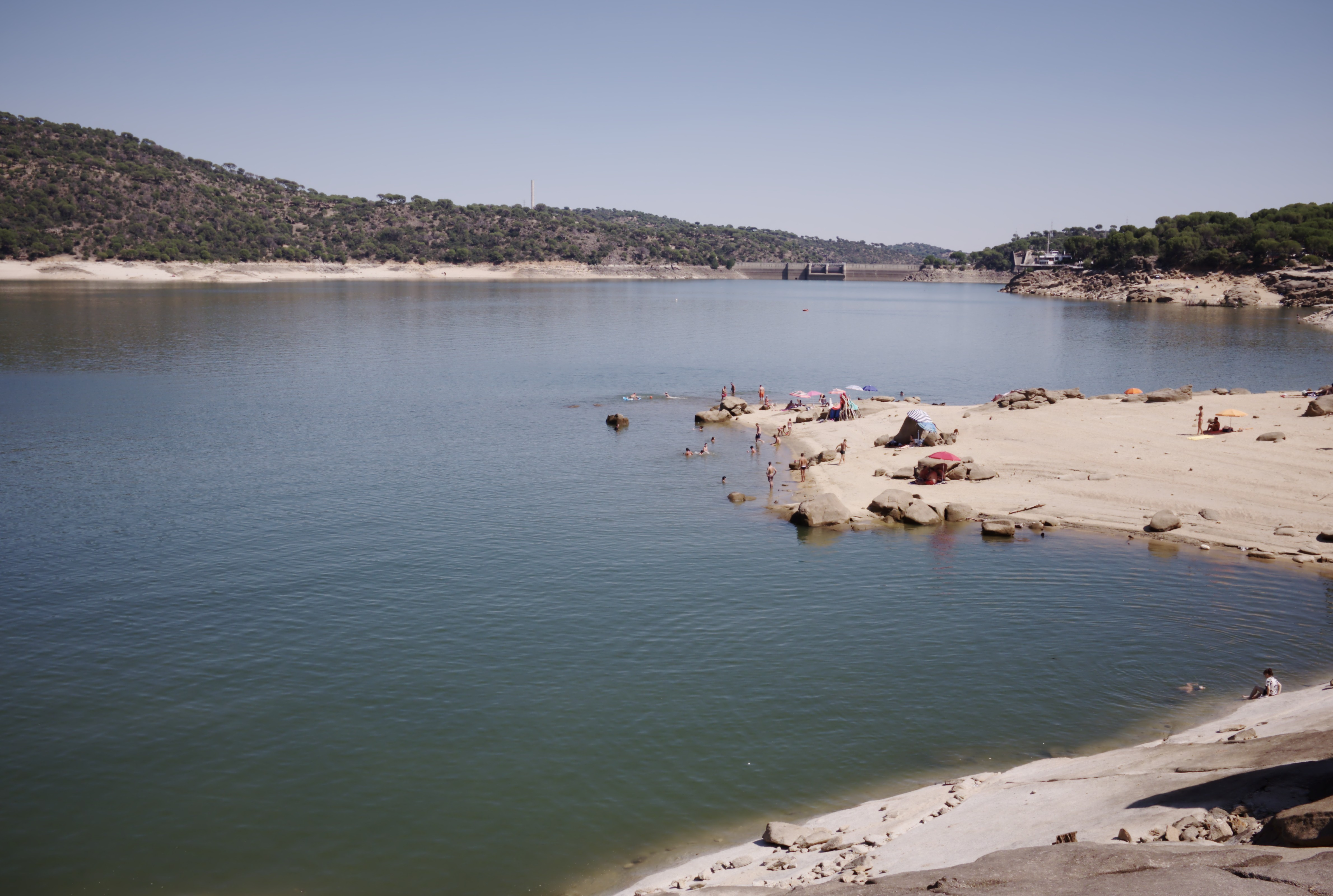
Bañistas en las playas del embalse.

El embalse de San Juan cuenta con un total de 14 kilómetros de playas. Las principales son:
- Playa Virgen de la Nueva: Galardonada con el distintivo de calidad Bandera Azul desde 2018. Está situada en la margen derecha, a 5 kilómetros de San Martín de Valdeiglesias por la carretera M-957.
- Playa Veracruz: Se sitúa a la orilla de la Urbanización Veracruz, en la margen derecha. Posee embarcaderos para barcas y lanchas.
- Playa El Muro: Es la otra gran área de recreo del embalse, donde se ubican el Real Club Náutico de Madrid (desde 1961), un embarcadero para veleros y un cámping. Se accede desde Pelayos de la Presa y está en la margen derecha, junto al muro de contención del embalse por el sur.
- Cala Lancha del Yelmo: Es accesible por pista forestal desde la M-501, antes de llegar a Pelayos de la Presa. Se sitúa en la margen izquierda, que tiene un perfil más rocoso y accidentado que la derecha.
- Cala Tiburón: Es una cala resguardada con vegetación de pinos donde la práctica del nudismo es habitual. Se encuentra unos metros después del aparcamiento del Club Náutico. Se sitúa en la margen derecha.
- Calas de Guisando: Localizadas en la Urbanización Calas de Guisando (Provincia de Ávila). Se sitúan en la margen izquierda, en la cola del embalse (la zona más alta). Posee embarcaderos para lanchas.